# Schmalspurbahn Freital-Potschappel–Nossen
| Ausschnitt aus Streckenkarte Sachsen 1902 | |                                          |                                          |
| Streckennummer: | 6978; sä. PNo                                                                                       |                                          |                                          |
| Kursbuchstrecke: | 137c (1934) 139b (Mohorn–Oberdittmannsdorf, 1934) 164h (1946) 164g (Mohorn–Oberdittmannsdorf, 1946) |                                          |                                          |
| Streckenlänge: | 38,8 km                                                                                             |                                          |                                          |
| Spurweite: | 750 mm (Schmalspur)                                                                                 |                                          |                                          |
| Maximale Neigung: | 33 ‰                                                                                                |                                          |                                          |
| Minimaler Radius: | 80 m                                                                                                |                                          |                                          |
| Streckengeschwindigkeit: | 30 km/h                                                                                             |                                          |                                          |
| | |                                          |                                          |
| \| \| 0,000 \| Freital-Potschappel \| 162 m \| \| \| \| (Anschluss von Hauptbahn Dresden–Werdau) \| \| \| \| \| Verbindungsgleis zur Weißeritztalbahn \| \| \| \| \| (Dreischienengleis 1435/750 mm) \| \| \| \| \| Anschluss Oppelschacht \| \| \| \| 1,880 \| Freital-Zauckerode \| 184 m \| \| \| \| nach Albertschacht (1435 mm) \| \| \| \| 2,990 \| Wurgwitz früher Niederhermsdorf \| 207 m \| \| \| 3,817 \| Brücke Wurgwitz (62,2 m) \| Brücke Wurgwitz (62,2 m) \| \| \| 5,936 \| Brücke Kesselsdorf (18 m) \| Brücke Kesselsdorf (18 m) \| \| \| 6,690 \| Kesselsdorf \| 318 m \| \| \| \| Anschluss Dolomitwerk Braunsdorf \| \| \| \| 9,310 \| Grumbach \| 287 m \| \| \| 10,900 \| Wilsdruff \| 271 m \| \| \| 11,034 \| Saubachtalbrücke (58,9 m) \| Saubachtalbrücke (58,9 m) \| \| \| 11,139 \| EÜ Landbergweg (13,2 m) \| EÜ Landbergweg (13,2 m) \| \| \| 11,300 \| Gabelstelle Saubachtal \| Gabelstelle Saubachtal \| \| \| \| nach Meißen-Triebischtal \| \| \| \| 13,770 \| Birkenhain-Limbach \| 279 m \| \| \| 15,262 \| Brücke Kleine Triebisch (17,3 m) \| Brücke Kleine Triebisch (17,3 m) \| \| \| 17,910 \| Helbigsdorf (b Wilsdruff) \| 254 m \| \| \| 18,351 \| Triebischbrücke (12,65 m) \| Triebischbrücke (12,65 m) \| \| \| 20,160 \| Herzogswalde \| 275 m \| \| \| 22,210 \| Mohorn \| 335 m \| \| \| 26,020 \| Oberdittmannsdorf \| 335 m \| \| \| \| nach Klingenberg-Colmnitz \| \| \| \| 26,270 \| EÜ Wirtschaftsweg (14,8 m) \| EÜ Wirtschaftsweg (14,8 m) \| \| \| 27,820 \| Niederdittmannsdorf \| 297 m \| \| \| 28,640 \| Brücke Dittmannsdorfer Bach (11,9 m) \| Brücke Dittmannsdorfer Bach (11,9 m) \| \| \| 29,150 \| Brücke Dittmannsdorfer Bach (11,9 m) \| Brücke Dittmannsdorfer Bach (11,9 m) \| \| \| 29,420 \| Oberreinsberg \| 273 m \| \| \| 30,080 \| Brücke Dittmannsdorfer Bach (11,9 m) \| Brücke Dittmannsdorfer Bach (11,9 m) \| \| \| 30,306 \| Brücke Dittmannsdorfer Bach (14,8 m) \| Brücke Dittmannsdorfer Bach (14,8 m) \| \| \| 30,420 \| Brücke Dittmannsdorfer Bach (18 m) \| Brücke Dittmannsdorfer Bach (18 m) \| \| \| 30,640 \| Brücke Dittmannsdorfer Bach (10 m) \| Brücke Dittmannsdorfer Bach (10 m) \| \| \| 30,900 \| Niederreinsberg \| 250 m \| \| \| 32,442 \| Muldebrücke \| Muldebrücke \| \| \| 32,540 \| Obergruna-Bieberstein \| 241 m \| \| \| 34,820 \| Siebenlehn \| 237 m \| \| \| 37,470 \| Muldebrücke \| Muldebrücke \| \| \| 37,640 \| Nossen Hp \| 219 m \| \| \| 37,685 \| Brücke Mühlgraben (10 m) \| Brücke Mühlgraben (10 m) \| \| \| 37,904 \| Brücke Mühlgraben (18 m) \| Brücke Mühlgraben (18 m) \| \| \| 38,035 \| Muldebrücke (97,6 m) \| Muldebrücke (97,6 m) \| \| \| 38,760 \| Nossen \| 220 m \| \| \| \| (Anschluss an Hauptbahn Borsdorf–Coswig) \| \| | |                                          |                                          |
| Kopfbahnhof Streckenanfang (Strecke außer Betrieb) | 0,000                                                                                               | Freital-Potschappel                      | 162 m                                    |
| Strecke (außer Betrieb) | | (Anschluss von Hauptbahn Dresden–Werdau) | (Anschluss von Hauptbahn Dresden–Werdau) |
| Abzweig geradeaus und nach links (Strecke außer Betrieb) | | Verbindungsgleis zur Weißeritztalbahn    | Verbindungsgleis zur Weißeritztalbahn    |
| Strecke (außer Betrieb) | | (Dreischienengleis 1435/750 mm)          | (Dreischienengleis 1435/750 mm)          |
| Abzweig geradeaus und von links (Strecke außer Betrieb) | | Anschluss Oppelschacht                   | Anschluss Oppelschacht                   |
| Haltepunkt / Haltestelle (Strecke außer Betrieb) | 1,880                                                                                               | Freital-Zauckerode                       | 184 m                                    |
| Abzweig geradeaus und nach links (Strecke außer Betrieb) | | nach Albertschacht (1435 mm)             | nach Albertschacht (1435 mm)             |
| Haltepunkt / Haltestelle (Strecke außer Betrieb) | 2,990                                                                                               | Wurgwitz früher Niederhermsdorf          | 207 m                                    |
| Brücke (Strecke außer Betrieb) | 3,817                                                                                               | Brücke Wurgwitz (62,2 m)                 | Brücke Wurgwitz (62,2 m)                 |
| Brücke (Strecke außer Betrieb) | 5,936                                                                                               | Brücke Kesselsdorf (18 m)                | Brücke Kesselsdorf (18 m)                |
| Bahnhof (Strecke außer Betrieb) | 6,690                                                                                               | Kesselsdorf                              | 318 m                                    |
| Abzweig geradeaus und nach links (Strecke außer Betrieb) | | Anschluss Dolomitwerk Braunsdorf         | Anschluss Dolomitwerk Braunsdorf         |
| Haltepunkt / Haltestelle (Strecke außer Betrieb) | 9,310                                                                                               | Grumbach                                 | 287 m                                    |
| Bahnhof (Strecke außer Betrieb) | 10,900                                                                                              | Wilsdruff                                | 271 m                                    |
| Brücke über Wasserlauf (Strecke außer Betrieb) | 11,034                                                                                              | Saubachtalbrücke (58,9 m)                | Saubachtalbrücke (58,9 m)                |
| Brücke (Strecke außer Betrieb) | 11,139                                                                                              | EÜ Landbergweg (13,2 m)                  | EÜ Landbergweg (13,2 m)                  |
| Blockstelle (Strecke außer Betrieb) | 11,300                                                                                              | Gabelstelle Saubachtal                   | Gabelstelle Saubachtal                   |
| Abzweig geradeaus und nach rechts (Strecke außer Betrieb) | | nach Meißen-Triebischtal                 | nach Meißen-Triebischtal                 |
| Haltepunkt / Haltestelle (Strecke außer Betrieb) | 13,770                                                                                              | Birkenhain-Limbach                       | 279 m                                    |
| Brücke über Wasserlauf (Strecke außer Betrieb) | 15,262                                                                                              | Brücke Kleine Triebisch (17,3 m)         | Brücke Kleine Triebisch (17,3 m)         |
| Haltepunkt / Haltestelle (Strecke außer Betrieb) | 17,910                                                                                              | Helbigsdorf (b Wilsdruff)                | 254 m                                    |
| Brücke über Wasserlauf (Strecke außer Betrieb) | 18,351                                                                                              | Triebischbrücke (12,65 m)                | Triebischbrücke (12,65 m)                |
| Haltepunkt / Haltestelle (Strecke außer Betrieb) | 20,160                                                                                              | Herzogswalde                             | 275 m                                    |
| Bahnhof (Strecke außer Betrieb) | 22,210                                                                                              | Mohorn                                   | 335 m                                    |
| Bahnhof (Strecke außer Betrieb) | 26,020                                                                                              | Oberdittmannsdorf                        | 335 m                                    |
| Abzweig geradeaus und nach links (Strecke außer Betrieb) | | nach Klingenberg-Colmnitz                | nach Klingenberg-Colmnitz                |
| Brücke (Strecke außer Betrieb) | 26,270                                                                                              | EÜ Wirtschaftsweg (14,8 m)               | EÜ Wirtschaftsweg (14,8 m)               |
| Haltepunkt / Haltestelle (Strecke außer Betrieb) | 27,820                                                                                              | Niederdittmannsdorf                      | 297 m                                    |
| Brücke über Wasserlauf (Strecke außer Betrieb) | 28,640                                                                                              | Brücke Dittmannsdorfer Bach (11,9 m)     | Brücke Dittmannsdorfer Bach (11,9 m)     |
| Brücke über Wasserlauf (Strecke außer Betrieb) | 29,150                                                                                              | Brücke Dittmannsdorfer Bach (11,9 m)     | Brücke Dittmannsdorfer Bach (11,9 m)     |
| Haltepunkt / Haltestelle (Strecke außer Betrieb) | 29,420                                                                                              | Oberreinsberg                            | 273 m                                    |
| Brücke über Wasserlauf (Strecke außer Betrieb) | 30,080                                                                                              | Brücke Dittmannsdorfer Bach (11,9 m)     | Brücke Dittmannsdorfer Bach (11,9 m)     |
| Brücke über Wasserlauf (Strecke außer Betrieb) | 30,306                                                                                              | Brücke Dittmannsdorfer Bach (14,8 m)     | Brücke Dittmannsdorfer Bach (14,8 m)     |
| Brücke über Wasserlauf (Strecke außer Betrieb) | 30,420                                                                                              | Brücke Dittmannsdorfer Bach (18 m)       | Brücke Dittmannsdorfer Bach (18 m)       |
| Brücke über Wasserlauf (Strecke außer Betrieb) | 30,640                                                                                              | Brücke Dittmannsdorfer Bach (10 m)       | Brücke Dittmannsdorfer Bach (10 m)       |
| Haltepunkt / Haltestelle (Strecke außer Betrieb) | 30,900                                                                                              | Niederreinsberg                          | 250 m                                    |
| Brücke (Strecke außer Betrieb) | 32,442                                                                                              | Muldebrücke                              | Muldebrücke                              |
| Bahnhof (Strecke außer Betrieb) | 32,540                                                                                              | Obergruna-Bieberstein                    | 241 m                                    |
| Haltepunkt / Haltestelle (Strecke außer Betrieb) | 34,820                                                                                              | Siebenlehn                               | 237 m                                    |
| Brücke (Strecke außer Betrieb) | 37,470                                                                                              | Muldebrücke                              | Muldebrücke                              |
| Haltepunkt / Haltestelle (Strecke außer Betrieb) | 37,640                                                                                              | Nossen Hp                                | 219 m                                    |
| Brücke über Wasserlauf (Strecke außer Betrieb) | 37,685                                                                                              | Brücke Mühlgraben (10 m)                 | Brücke Mühlgraben (10 m)                 |
| Brücke über Wasserlauf (Strecke außer Betrieb) | 37,904                                                                                              | Brücke Mühlgraben (18 m)                 | Brücke Mühlgraben (18 m)                 |
| Brücke über Wasserlauf (Strecke außer Betrieb) | 38,035                                                                                              | Muldebrücke (97,6 m)                     | Muldebrücke (97,6 m)                     |
| Kopfbahnhof Streckenende (Strecke außer Betrieb) | 38,760                                                                                              | Nossen                                   | 220 m                                    |
| | | (Anschluss an Hauptbahn Borsdorf–Coswig) |                                          |

Die Schmalspurbahn Freital-Potschappel–Nossen war eine sächsische Schmalspurbahn. Sie verlief von Freital-Potschappel über Kesselsdorf, Wilsdruff und Mohorn nach Nossen. Die 1886/99 eröffnete Strecke gehörte zu den stärker frequentierten Schmalspurbahnen und wurde 1972 stillgelegt.

## Geschichte

### Vorgeschichte und Bau bis Wilsdruff
Die Verkehrsbedingungen um Wilsdruff waren bis Anfang des 19. Jahrhunderts äußerst schlecht. Es wurden mehrere Chausseen gebaut und um 1840 wurde Wilsdruff mit Postkutschenverbindungen Richtung Nossen und Dresden erschlossen. Die private Albertsbahn AG mit ihrer Strecke Dresden–Tharandt erschloss ab 1855 die Steinkohlenvorkommen um Freital, weitere Schächte wurden über Zweigstrecken angeschlossen, so 1856 mit der Niederhermsdorfer Kohlezweigbahn Steinkohlenschächte in Zauckerode und Niederhermsdorf. Insbesondere die Stadt Wilsdruff wünschte sich einen direkten Bahnanschluss, scheitere vorerst noch, obwohl dafür 1863 eigens ein Eisenbahnkomitee gegründet wurde. So verlief die in der zweiten Hälfte der 1860er Jahre eröffnete Bahnstrecke Borsdorf–Coswig der Leipzig-Dresdner Eisenbahn-Compagnie (LDE) nördlich des Gebiets um Mohorn und Wilsdruff, ein Weiterbau der Albertsbahn über Wilsdruff nach Freiberg kam nicht zustande.

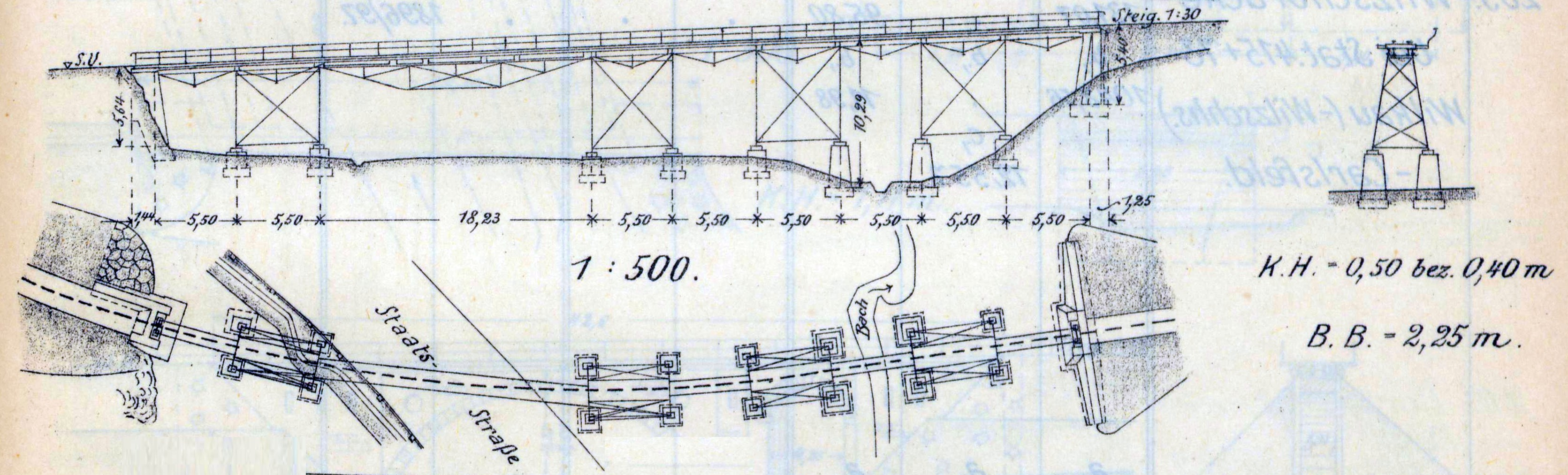
Zeichnung der Brücke bei Wurgwitz

In der Folgezeit scheiterten die Vorhaben Dresden–Wilsdruff–Altenburg (1871/72) und Potschappel–Wilsdruff–Deutschenbora (1876). Ursache waren die zu hohen Kosten, erst mit der Bahnordnung für deutsche Eisenbahnen untergeordneter Bedeutung war ab 1878 der kostengünstige Bau von Bahnstrecken möglich geworden. Da ab nun Schmalspurbahnen erlaubt waren, wurde das Projekt Potschappel–Wilsdruff–Deutschenbora 1882/83 nochmals aufgegriffen, jedoch mit Nossen als Endpunkt. Dem sächsischen Landtag wurde 1883 der Vorschlag einer Schmalspurbahn Potschappel–Wilsdruff unterbreitet, genehmigt wurde der Bau der Strecke am 4. Februar 1884.
Zunächst erfolgten noch Vorarbeiten, mit den eigentlichen Bauarbeiten wurde im September 1885 begonnen. Für die Strecke waren neben der großen Brücke bei Wurgwitz eine kleine Brücke sowie zahlreiche Durchlässe erforderlich, größere Gebäude wurden nur in Potschappel und Wilsdruff gebaut. Für die etwa 11 km lange Strecke wurden rund 96.000 m³ Boden verändert, verlegt wurden circa 14,5 km Gleis mit 39 Weichen. Zwischen Potschappel und Niederhermsdorf wurde auf 2,3 km Länge die Trasse der bestehenden Niederhermsdorfer Kohlezweigbahn mitbenutzt, indem in das normalspurige Gleis eine dritte Schiene eingelegt wurde. Die Baukosten der am 1. Oktober 1886 eröffneten Strecke betrugen rund 730.000 Mark.

### Verlängerung bis Nossen

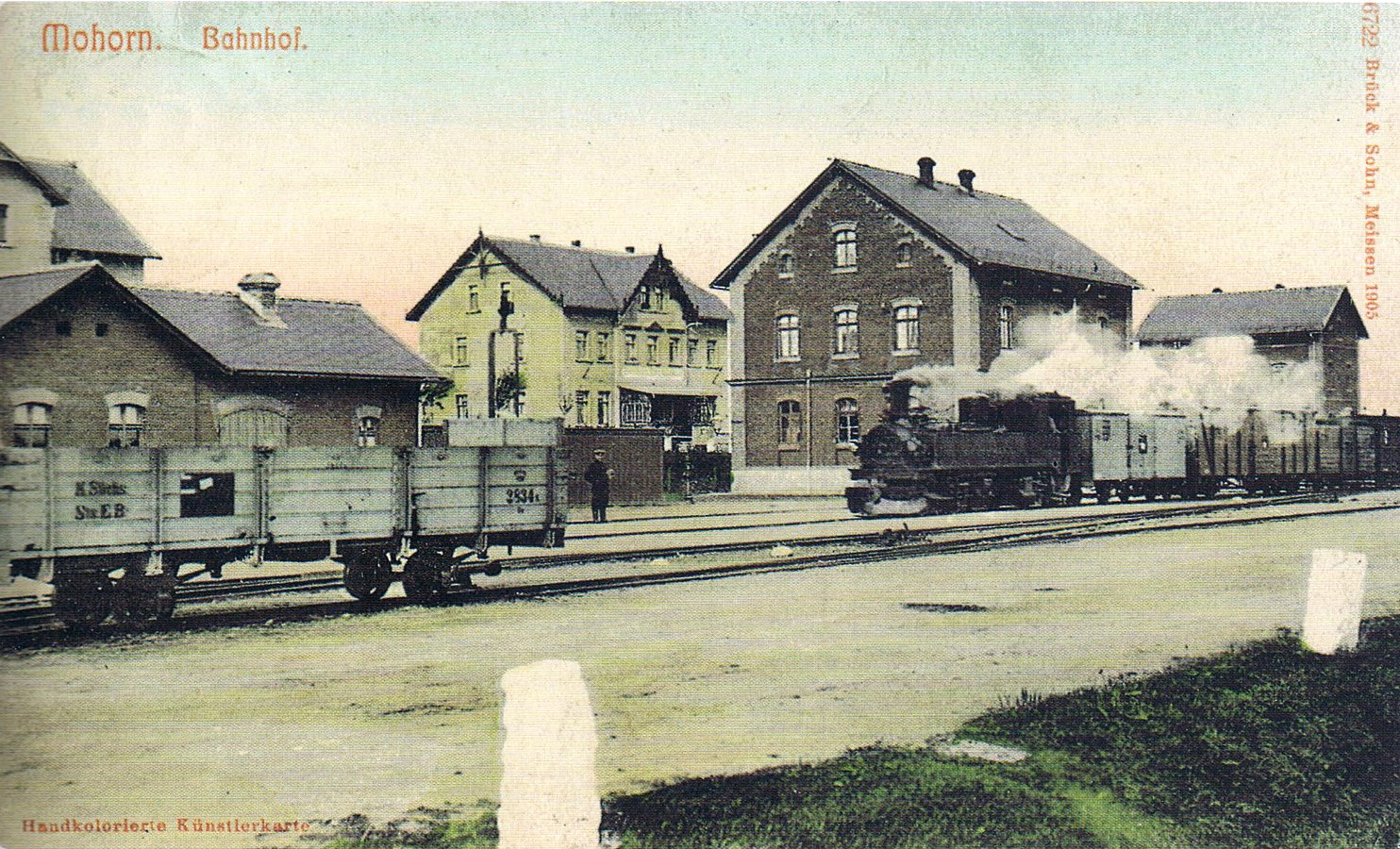
Bahnhof Mohorn (1905)

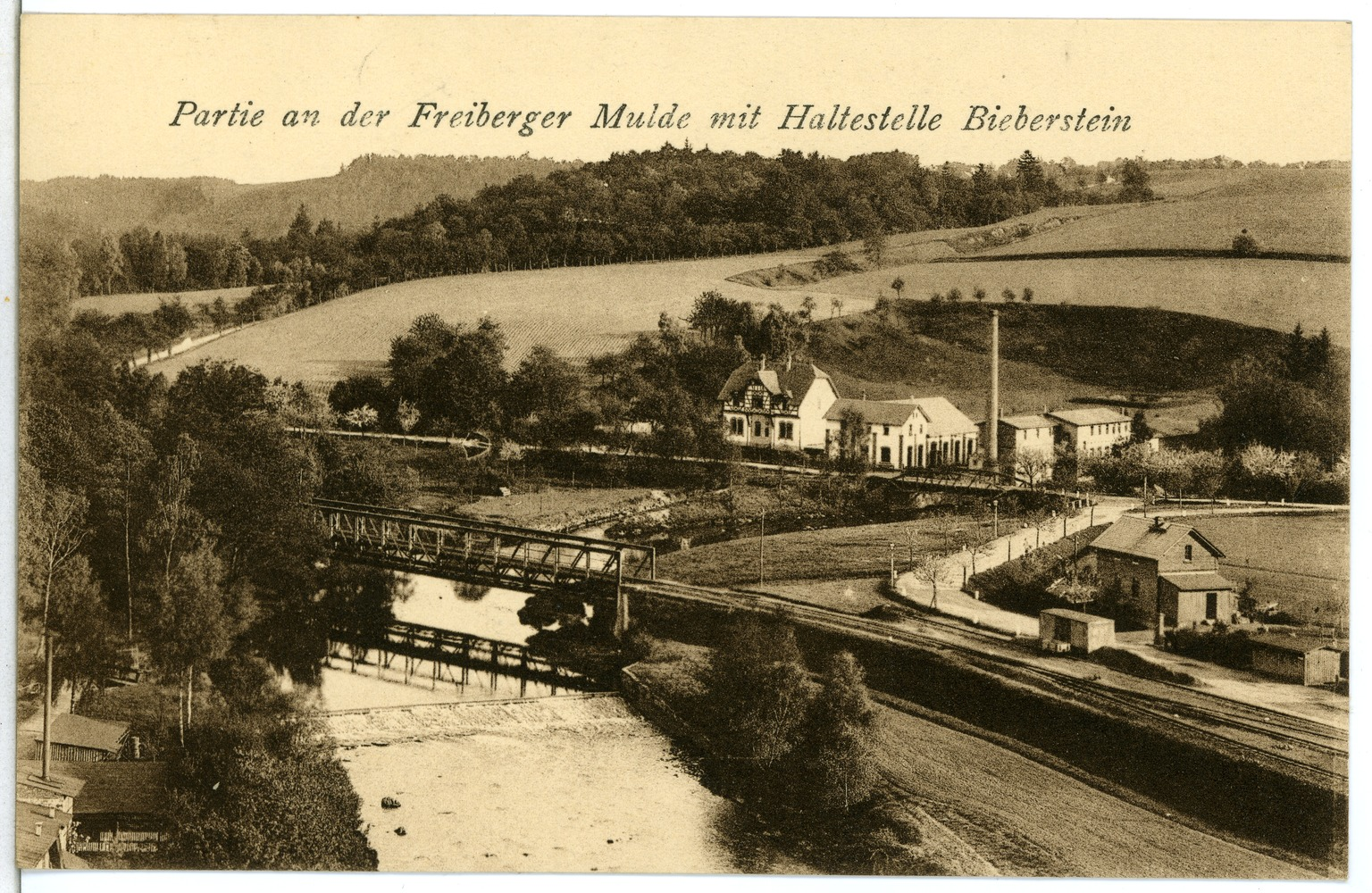
Muldebrücke bei Obergruna-Bieberstein (1906)

Von Anfang an wurde in Wilsdruff eine Verlängerung an die Bahnstrecke Borsdorf–Coswig gewünscht, neben Deutschenbora (über Blankenstein) stand Nossen (über Mohorn) als Endpunkt zur Debatte. Letzterer Vorschlag wurde im April 1896 vom Landtag genehmigt. Die kurz darauf aufgestellten normalspurigen Projekte Dresden–Wilsdruff–Leipzig und Wilsdruff–Lommatzsch–Döbeln wurden nicht weiter verfolgt.
Da die Vorarbeiten wesentlich länger als geplant dauerten, wurde erst 1898 mit dem Bahnbau begonnen. Für die rund 28 km lange Fortsetzung mussten 220.000 m³ Boden bewegt und etwa 30,5 km Gleis mit 72 Weichen verlegt werden. Die Eröffnung des Streckenabschnitts fand am 1. Februar 1899 statt.

### Streckenerweiterungen
Während ihrer Betriebszeit erfuhr die Strecke mehrere Erweiterungen. 1909 wurde die Strecke von Wilsdruff über Meißen und Lommatzsch nach Döbeln eröffnet. Diese Strecke ermöglichte eine durchgehende, schmalspurige Verbindung zu den schon vorhandenen Strecken um Mügeln. Die Strecke wurde zwischen 1966 und 1972 abschnittsweise stillgelegt.
Mit der Umgestaltung der Freitaler Eisenbahnanlagen nach der Jahrhundertwende wurde 1913 ein Verbindungsgleis zur Weißeritztalbahn in Betrieb genommen. Da dieses Gleis als Dreischienengleis verschiedene normalspurige Anschlussgleise im Freitaler Stadtgebiet versorgte, war es nicht für den öffentlichen Verkehr zugelassen. Das Gleis wurde 2003 im Zusammenhang mit dem Neuaufbau der Bahnstrecke Dresden–Werdau nach dem Weißeritz-Hochwasser 2002 abgebaut.
In den Jahren 1921 bis 1923 ging als letzte neugebaute Schmalspurbahn in Sachsen die Strecke Klingenberg-Colmnitz–Oberdittmannsdorf in Betrieb. Die Strecke wies während ihrer ganzen Betriebszeit nur unbedeutenden Verkehr auf und wurde 1971 stillgelegt.

### Unfälle

Unfall bei Kesselsdorf 1901

Am 28. Januar 1901 wurde auf der Brücke Kesselsdorf ein Güterzug durch starken Seitenwind von der Brücke geweht. Als Folge des Unfalls, bei dem niemand verletzt wurde, wurde auf der Brücke und dem anschließenden Bahndamm ein Windschutzzaun errichtet.
Der größte Unfall auf der Schmalspurbahn war der Zusammenbruch der Wurgwitzer Brücke am 4. November 1935. Unter der Last eines mit Vorspannlokomotive gefahrenen schweren Güterzuges war der Untergurt der Brücke gebrochen. Dabei kam es nicht zum Absturz der Fahrzeuge, es wurden keine Personen verletzt. Innerhalb von zwei Monaten wurde die Brücke mit gebrauchten Überbauten neu aufgebaut, sodass am 6. Januar 1936 der Zugverkehr wieder aufgenommen werden konnte.
Am 13. Juli 1965 gegen 17.30 Uhr fuhr auf der heutigen Bundesstraße 173 am unbeschrankten Bahnübergang bei Kesselsdorf ein Bus gegen die Lokomotive eines Personenzuges. Der Bus war mit 49 Personen aus Marienberg besetzt, darunter 33 Kinder, die mit den Ferienspielen den Zoo Dresden besucht hatten. Bei dem Unfall starben eine Lehrerin und ein Betreuer, außerdem wurden elf Kinder und sechs Frauen teils schwer verletzt.

### Stilllegung
Vor allem der teure Betrieb der Schmalspurbahn entwickelte sich nach dem Zweiten Weltkrieg immer mehr zum Problem, der bauliche Zustand war zunächst noch ausreichend. Zur Kostenreduzierung wurden verschiedene Maßnahmen ergriffen, die meisten davon brachten jedoch nicht den gewünschten Erfolg. So bewährten sich Anfang der 1950er Jahre weder der Triebwagen VT 137 600 noch die Anfang der 1960er Jahre eingesetzten Schmalspurdieselloks der Baureihe V 36 K. Einzig mit der Einführung des Vereinfachten Nebenbahnbetriebes in den 1950er Jahren mit der Einrichtung von zwei Zugleitbahnhöfen (Wilsdruff und Mohorn) konnte auf den Zwischenbahnhöfen Personal eingespart werden.

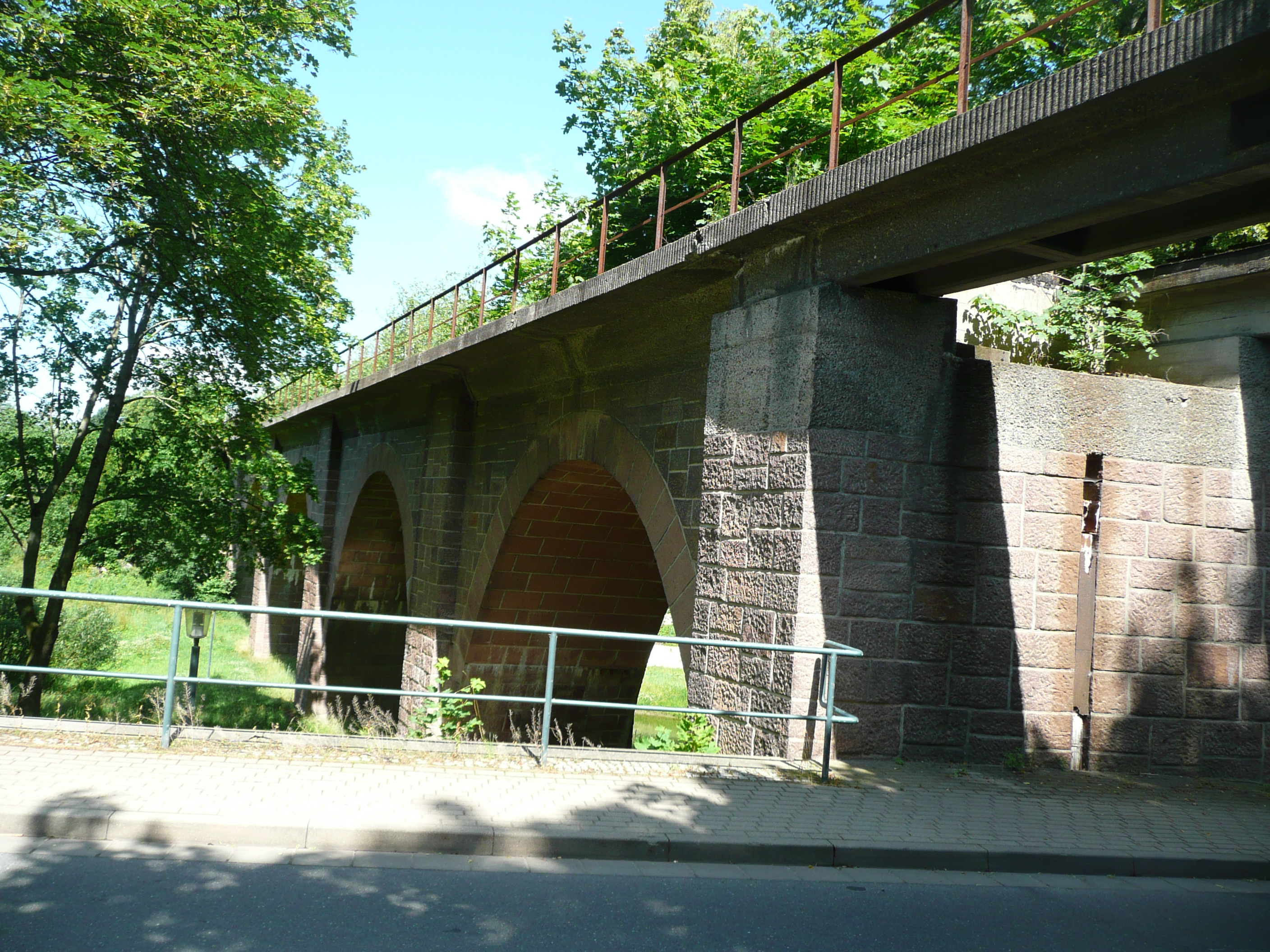
Saubachtalbrücke in Wilsdruff (2015)

Ab Anfang der 1960er Jahre wurde deshalb der Verkehrsträgerwechsel angestrebt. Größere Streckenausbesserungen wurden verboten, so verdoppelte sich in der zweiten Hälfte der 1960er Jahre die Fahrzeit zwischen Freital-Potschappel und Wilsdruff. Immer öfter kam es zu kurzzeitigem Schienenersatzverkehr. Probeweise wurde im Mai 1971 auf dem Abschnitt Mohorn–Nossen der Schienenersatzverkehr für alle Fahrten eingeführt, jedoch nach wenigen Tagen wieder aufgegeben, da sich der Straßenverkehr nicht bewährte.
Auf dem Abschnitt Freital-Potschappel–Mohorn wurde der Güterverkehr am 1. Februar 1972 eingestellt. Der letzte Personenzug auf der Gesamtstrecke verkehrte am 27. Mai 1972, offiziell eingestellt wurde der Personenverkehr am 1. Oktober desselben Jahres. Der Güterverkehr zwischen Nossen und Oberdittmannsdorf wurde nach dem 27. Mai 1972 vorerst weiter durchgeführt. Da die hier eingesetzten Fahrzeuge von den Lokbehandlungsanlagen in Wilsdruff abgeschnitten waren, wurde kurzfristig der Nossener Lokschuppen wieder hergerichtet. Ende September 1972 fuhr der letzte Güterzug auf dem Abschnitt Oberdittmannsdorf–Obergruna-Bieberstein, das Teilstück Obergruna-Bieberstein–Siebenlehn wurde am 31. März 1973 letztmals bedient. Da das Lederfaserwerk bei Siebenlehn eine neue Straßenzufahrt erhielt, musste der Güterverkehr bis Siebenlehn noch bis zum 3. Dezember 1973 aufrechterhalten werden.
Am 1. Januar 1974 begann offiziell der Rückbau der Strecke. Bis 1976 wurden große Teile der Gleise entfernt. Das Dreischienengleis im Freitaler Stadtgebiet wurde erst 1982 demontiert. Bis heute (2019) erhalten blieb dagegen ein Teil der Gleisanlagen in Freital-Potschappel, da diese als Betriebsgleise der dortigen Wagenausbesserungsstelle bis 2002 weiter benötigt wurden. Dazu gab es ein Verbindungsgleis parallel zur Hauptbahn zwischen Freital-Hainsberg und Freital-Potschappel. Nach der Stilllegung wurden die meisten Fahrzeuge der Schmalspurbahn zerlegt und verschrottet, nur ein geringer Teil gelangte noch zu anderen Schmalspurbahnen. Von den Lokomotiven blieben einzig die beiden Nachbau-VI-K 99 713 und 99 715 als Museumslokomotiven erhalten.

### Heutige Nutzung

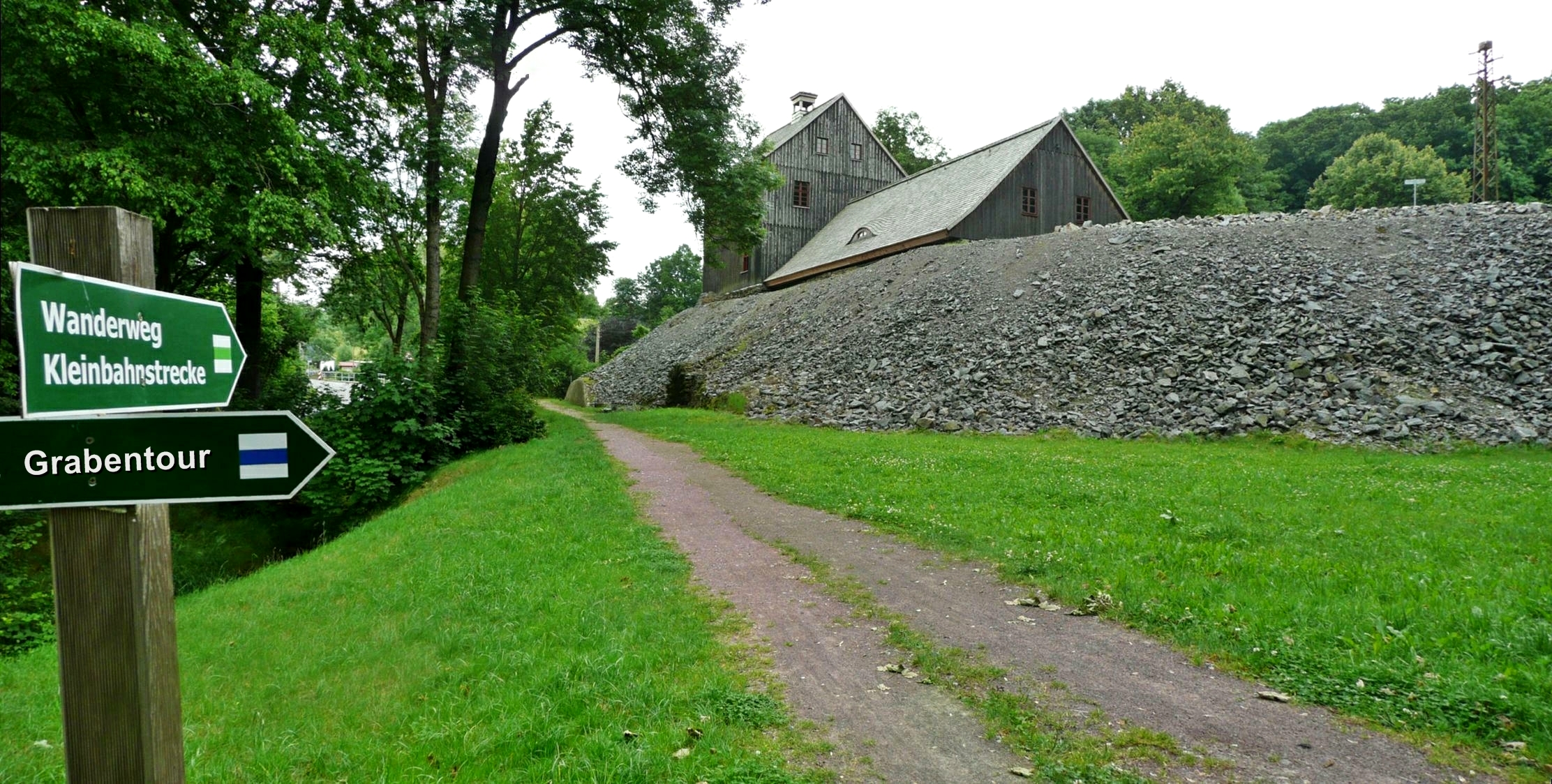
Wanderweg auf der Trasse am IV. Lichtloch des Rothschönberger Stollns in Reinsberg

1984 wurde mit dem Aufbau der Wilsdruffer Museumsanlage auf dem Gelände des ehemaligen Haltepunkts Wilsdruff Hp begonnen. Im Jahr 2000 erwarb die Stadt Wilsdruff das Areal des Bahnhofs Wilsdruff.
2007 wurde mit der Umgestaltung des Bahnbetriebswerkes als Eisenbahnmuseum begonnen. Heute zeigt sich auf der Fläche von drei Gleisen eine Sammlung von Eisenbahnfahrzeugen und Sachzeugen aus dem Eisenbahnbetrieb im Wilsdruffer Netz. Außerdem wird die Historie der Sächsischen Schmalspurbahnen und des Wilsdruffer Netzes dargestellt.
In unmittelbarer Nähe des Bahnhofes befindet sich der Saubachtalviadukt, der zumindest über die größte Ausdehnung noch erhalten ist. Nur der Bereich über die Parkstraße wurde zum Teil abgetragen.
Heute wird der größte Teil der ehemaligen Trasse als Rad- oder Wanderweg nachgenutzt. So sind die gesamten Abschnitte von Nossen bis Wilsdruff und von Kesselsdorf bis Freital-Potschappel mit dem Fahrrad befahrbar. Einige Abschnitte wurden, wie ein Großteil der ehemaligen Wartehallen, restlos abgetragen und wieder einer landwirtschaftlichen Nutzung zugeführt.

## Streckenbeschreibung

### Verlauf
Ausgehend vom Bahnhof Freital-Potschappel an der Bahnstrecke Dresden–Werdau verlief die Schmalspurstrecke in einem Dreischienengleis mit der normalspurigen Niederhermsdorfer Kohlezweigbahn knapp 1,8 Kilometer bis zur Haltestelle Freital-Zauckerode, wo sich beide Strecken trennten. Nun verlief die Trasse bis Kesselsdorf im Tal der Wiederitz. Dieser Streckenabschnitt ist heute als ein asphaltierter Rad- und Fußweg ausgebaut. Die Ortslage Kesselsdorf wurde im südlichen Bereich durchquert, anschließend verlief die Trasse neben der „Grumbacher Straße“ schnurgerade nach Westen. In Grumbach bog die Strecke nach Nordwesten ab. Sie verlief nun schnurgerade von Süden in den Bahnhof Wilsdruff, der der Mittelpunkt des Wilsdruffer Netzes war.
Nördlich des Bahnhofs Wilsdruff bogen die Gleise nach Nordwesten ab. Kurz darauf wurde über eine Brücke die Wilde Sau überquert, hinter der nach einigen Metern die Strecke nach Gärtitz in Richtung Norden abzweigte. Die Strecke nach Nossen verlief zunächst weiter nach Westen und bog hinter der nächsten Station Birkenhain-Limbach nach Südwesten ab. Dabei wurde die Kleine Triebisch gequert und hinter Herzogswalde das Tal der Triebisch erreicht, welcher die Bahn bis Mohorn folgte. Anschließend stieg die Trasse aus dem Tal auf die Wasserscheide bergan.
In Oberdittmannsdorf wurde das Tal des Dittmannsdorfer Bachs erreicht. Hier zweigte die Schmalspurbahn nach Klingenberg-Colmnitz in Richtung Süden ab. Die Bahnstrecke nach Nossen verlief weiter gen Westen im Tal des Dittmannsdorfer Bachs. Nach dessen Mündung in die Bobritzsch folgte die Trasse diesem Gewässer in Richtung Nordwesten bis zu dessen Mündung in die Freiberger Mulde in Höhe des Bahnhofs Obergruna–Bieberstein. Die letzten Kilometer verliefen nun bis zum in Endbahnhof in Nossen im Tal der Freiberger Mulde kontinuierlich gen Norden.

### Betriebsstellen
Freital-Potschappel ⊙

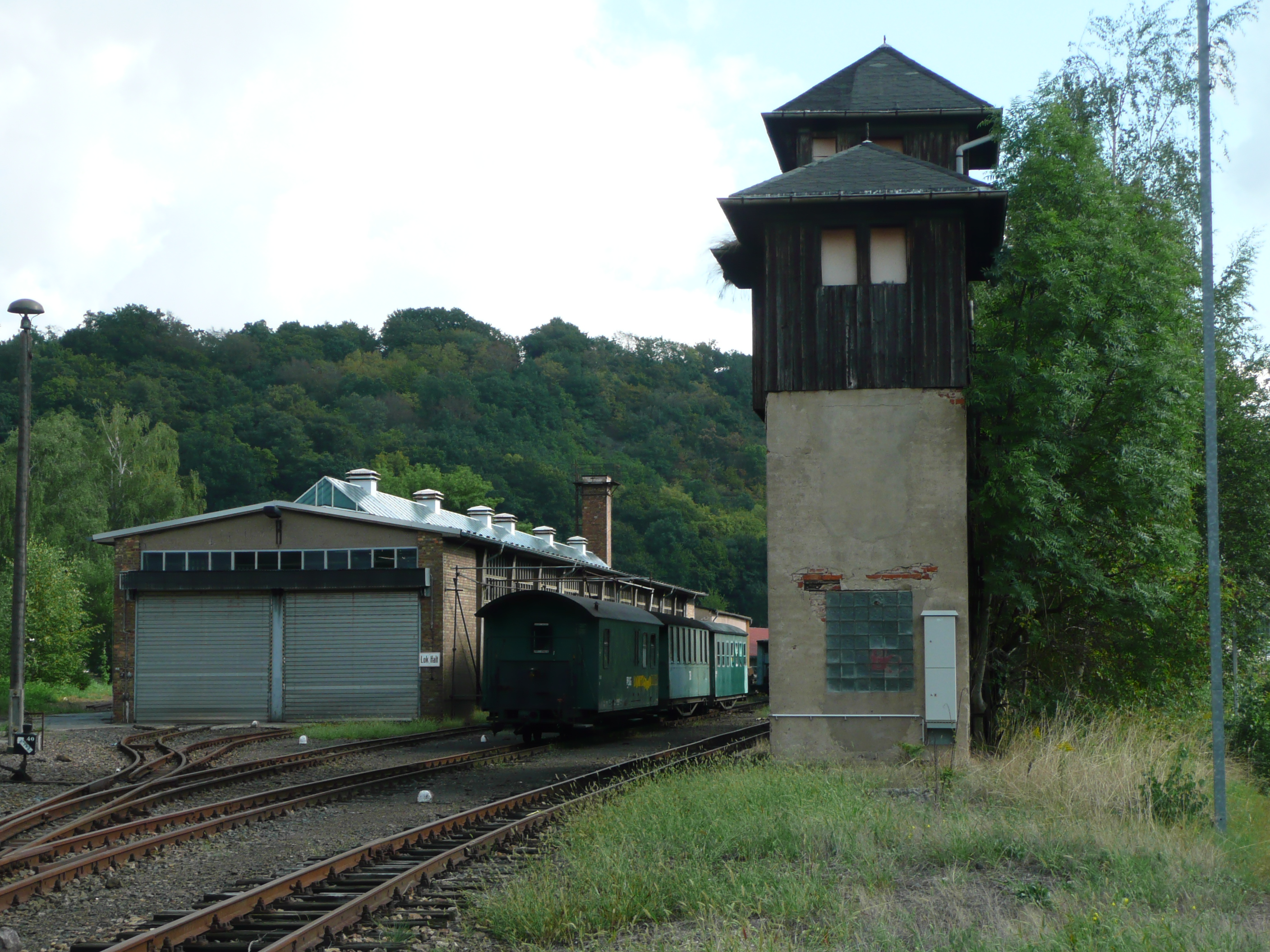
Schmalspurteil im Bahnhof Freital-Potschappel (2015)

Von den sechs Freitaler Bahnstationen war der Bahnhof Freital-Potschappel die bedeutendste. Hier zweigte seit 1856 die Niederhermsdorfer Kohlezweigbahn zu zwei Steinkohlenschächten ab. Beim Bau der 1886 eröffneten Schmalspurbahn Potschappel–Wilsdruff wurde dessen Trasse mitgenutzt. In Potschappel entstanden ausgedehnte Güter- und Umladeanlagen, die mit der Höherlegung und dem viergleisigen Ausbau nach 1900 nochmals erweitert wurden.
1913 entstand ein schmalspuriges Verbindungsgleis, das für den Güterverkehr und Fahrzeugaustausch mit der Weißeritztalbahn genutzt wurde. Die Schmalspurbahn Richtung Wilsdruff wurde 1972 stillgelegt, seitdem wird nur noch die Wagenausbesserung der Weißeritztalbahn in Freital-Potschappel durchgeführt.
Freital-Zauckerode ⊙
Der Haltepunkt Freital-Zauckerode wurde am 1. Oktober 1886 unter dem Namen Zauckerode eröffnet. Mit der Eingemeindung des Orts nach Freital erhielt die Station am 1. Juni 1923 seinen späteren Namen. Nach der Ernennung zum Bahnhof am 27. März 1933 erhielt das Empfangsgebäude der Station eine Erweiterung mit Güterbodenanbau. 1939 wurde das Empfangsgebäude durch die Deutsche Reichsbahn angekauft. Am 1. Juli 1964 wurde die Station zum Haltepunkt heruntergestuft, bevor sie am 28. Mai 1972 ganz außer Betrieb ging. Bis zur Station Freital-Zauckerode verlief die Schmalspurstrecke in einem Dreischienengleis mit der normalspurigen Niederhermsdorfer Kohlezweigbahn.
Am Standort am „Bahnhofsweg“ in Zauckerode ist das Empfangsgebäude noch vorhanden. Die ehemalige Rottenunterkunft, die den auf der Strecke arbeitenden Personen aus Unterkunft diente, ist bis heute zwischen zwei Garagen erhalten geblieben.
Wurgwitz ⊙

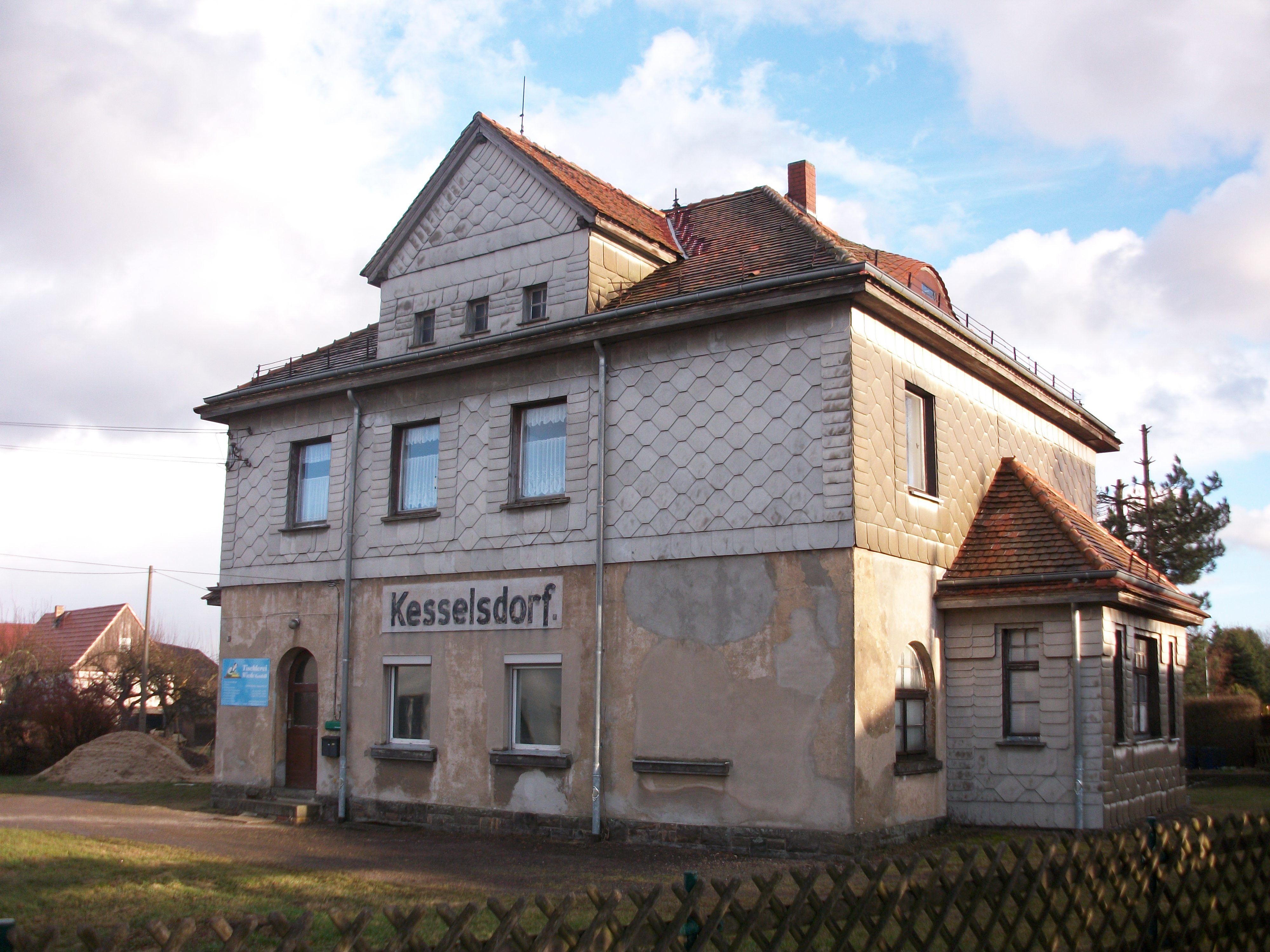
Bahnhof Kesselsdorf (2017)

Der Haltepunkt Wurgwitz wurde am 1. Oktober 1886 unter dem Namen Niederhermsdorf geweiht und 1905 zum Bahnhof gewidmet. Die Station trug folgende Namen:
- bis 1904: Niederhermsdorf
- bis 1921: Wurgwitz-Niederhermsdorf
- seit 1921: Wurgwitz (Eingemeindung von Niederhermsdorf nach Wurgwitz)

Am 1. Februar 1968 wurde die Station zum Haltepunkt heruntergestuft, bevor sie am 28. Mai 1972 ganz außer Betrieb ging. Die Station verfügte über ein Empfangsgebäude, ein Wohnhaus, einen Wagenkasten, einen Güterschuppen, und eine Laderampe, von denen die drei ersten Hochbauten noch vorhanden sind. In dem 1913 erbauten Empfangsgebäude an der „Kesselsdorfer Straße“ hat heute der Löschzug Wurgwitz der Freiwilligen Feuerwehr Freital seinen Sitz.
Kesselsdorf ⊙
Der Bahnhof Kesselsdorf wurde am 1. Oktober 1886 als Haltestelle eröffnet und 1905 zum Bahnhof gewidmet. Am 28. Mai 1972 ging die Station im Westen des Orts an der „Grumbacher Straße“ außer Betrieb. Das 1915 erbaute Empfangsgebäude ist am Standort noch vorhanden. Vor dem Areal wurde eine Bushaltestelle angelegt, hinter dem Gebäude befindet sich die Kindertagesstätte „Haltestelle Kinderherzen“.
Grumbach (b Wilsdruff) ⊙

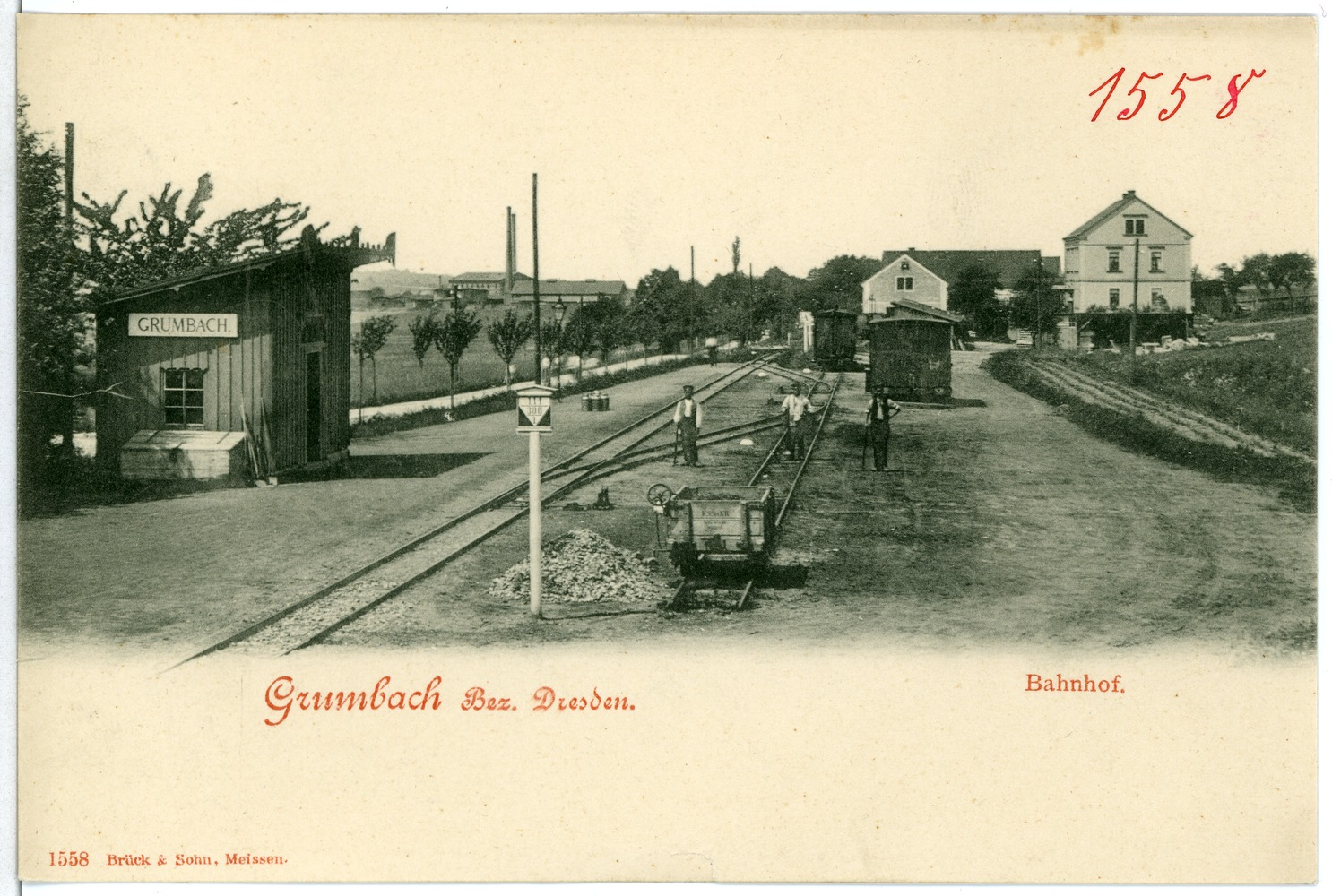
Haltestelle Grumbach (1901)

Die Haltestelle Grumbach (b Wilsdruff) 1. Oktober 1886 als Haltestelle Grumbach eröffnet und 1905 zum Bahnhof gewidmet. 1933 erfolgte die Zurückstufung zur Haltestelle und 1935 die Umbenennung in Grumbach (b Wilsdruff). Am 28. Mai 1972 ging die Station außer Betrieb. Am Standort am „Bahnhofsweg“ im Osten von Grumbach sind das Empfangsgebäude aus dem Jahr 1920, das Wohnhaus, das Wirtschaftsgebäude und die Laderampe noch vorhanden.
Wilsdruff ⊙

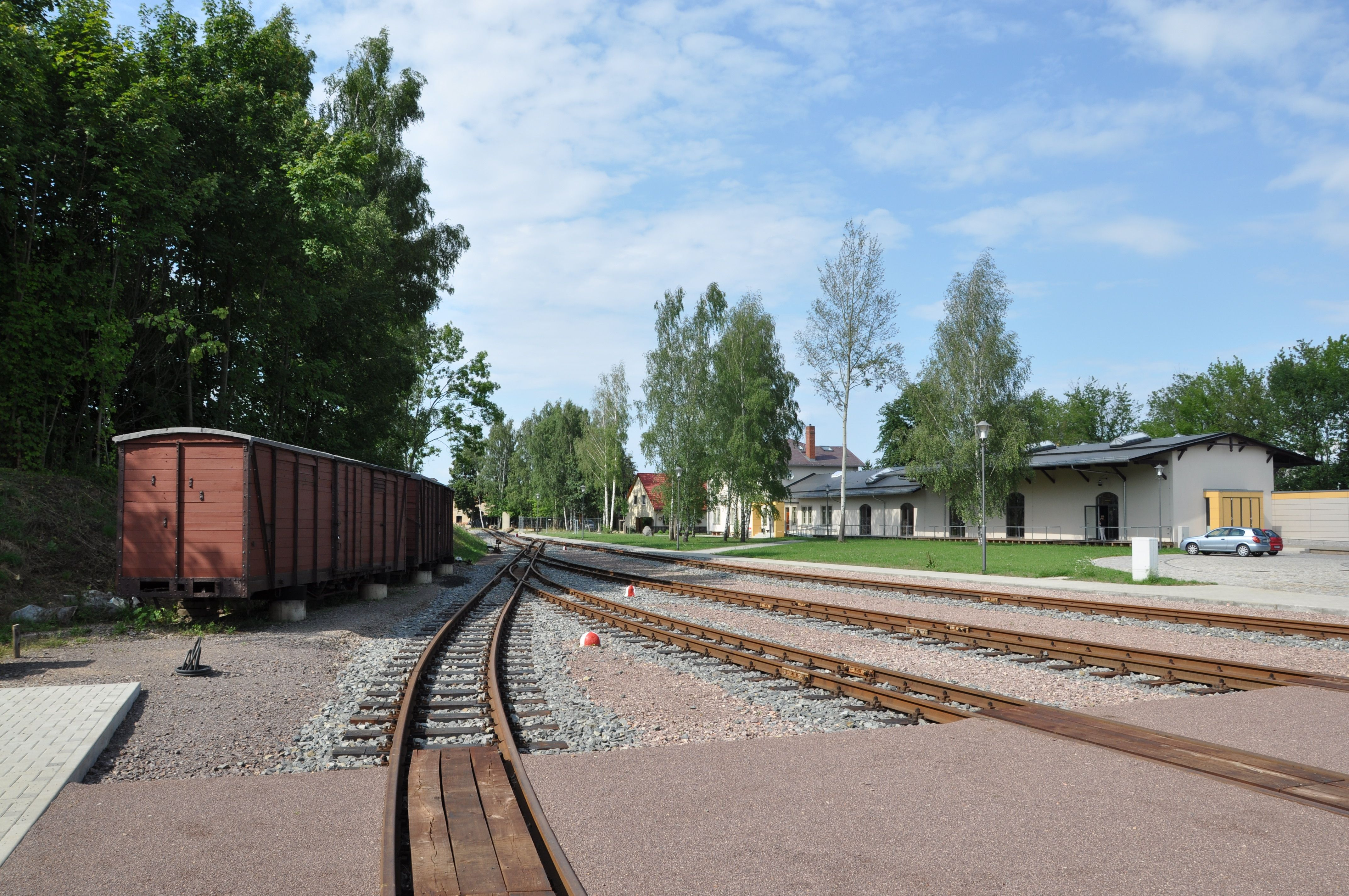
Bahnhof Wilsdruff (2010)

Der Bahnhof Wilsdruff wurde am 1. Oktober 1886 als vorläufiger Endbahnhof der Bahnstrecke aus Freital-Potschappel errichtet. Mit der Eröffnung der Strecken nach Nossen am 1. Februar 1899 und nach Gärtitz (über Meißen und Lommatzsch) wurde der Bahnhof Wilsdruff zu einem Knotenpunkt der Schmalspurbahn.
Nachdem am 22. Mai 1966 Strecke in Richtung Meißen/Gärtitz eingestellt wurde, ging der Bahnhof Wilsdruff mit der Einstellung der Strecke Freital-Potschappel–Nossen am 28. Mai 1972 außer Betrieb. Auf dem Areal im Süden der Stadt Wilsdruff an der „Freiberger Straße“ befindet sich heute das „Schmalspurbahnmuseum Historischer Lokschuppen Wilsdruff“ Neben dem Lokschuppen sind auch das Empfangsgebäude, Wirtschaft- und Wohngebäude und der Güterschuppen erhalten geblieben.
Saubachtal ⊙
Die Gabelstelle Saubachtal entstand mit der Eröffnung der Schmalspurbahn Wilsdruff–Gärtitz im Jahr 1909 westlich der Brücke über die Wilde Sau, die dem Abzweig seinen Namen gab. 1954 existierte an dieser Stelle ein Behelfsbahnhof für den Bau der neuen Saubachtalbrücke. Am 22. Mai 1966 wurde die Strecke nach Gärtitz über Meißen eingestellt. Mit der Einstellung der Strecke Freital-Potschappel–Nossen ging die Gabelstelle Saubachtal am 28. Mai 1972 außer Betrieb. Heute befindet sich an dem Standort eine Kreuzung der Radwege, die auf beiden Trassen entstanden sind.
Birkenhain-Limbach ⊙
Der Haltepunkt Birkenhain-Limbach wurde am 1. Februar 1899 als Haltestelle eröffnet und 1905 zum Bahnhof gewidmet. 1933 erfolgte die Herabstufung zur Haltestelle, später zum Haltepunkt. Die Station verfügte über eine hölzerne Wartehalle mit Abort, ein Eisenbahnerwohnhaus und eine Laderampe, welche alle noch vorhanden sind. Am 28. Mai 1972 ging der Haltepunkt Birkenhain-Limbach außer Betrieb. Die Station befand sich außerhalb im Osten bzw. Südosten der Orte Limbach und Birkenhain an der Straße „An der Struth“. Vor der Laderampe befindet sich heute ein Rastplatz für Wanderer.
Helbigsdorf (b Wilsdruff) ⊙

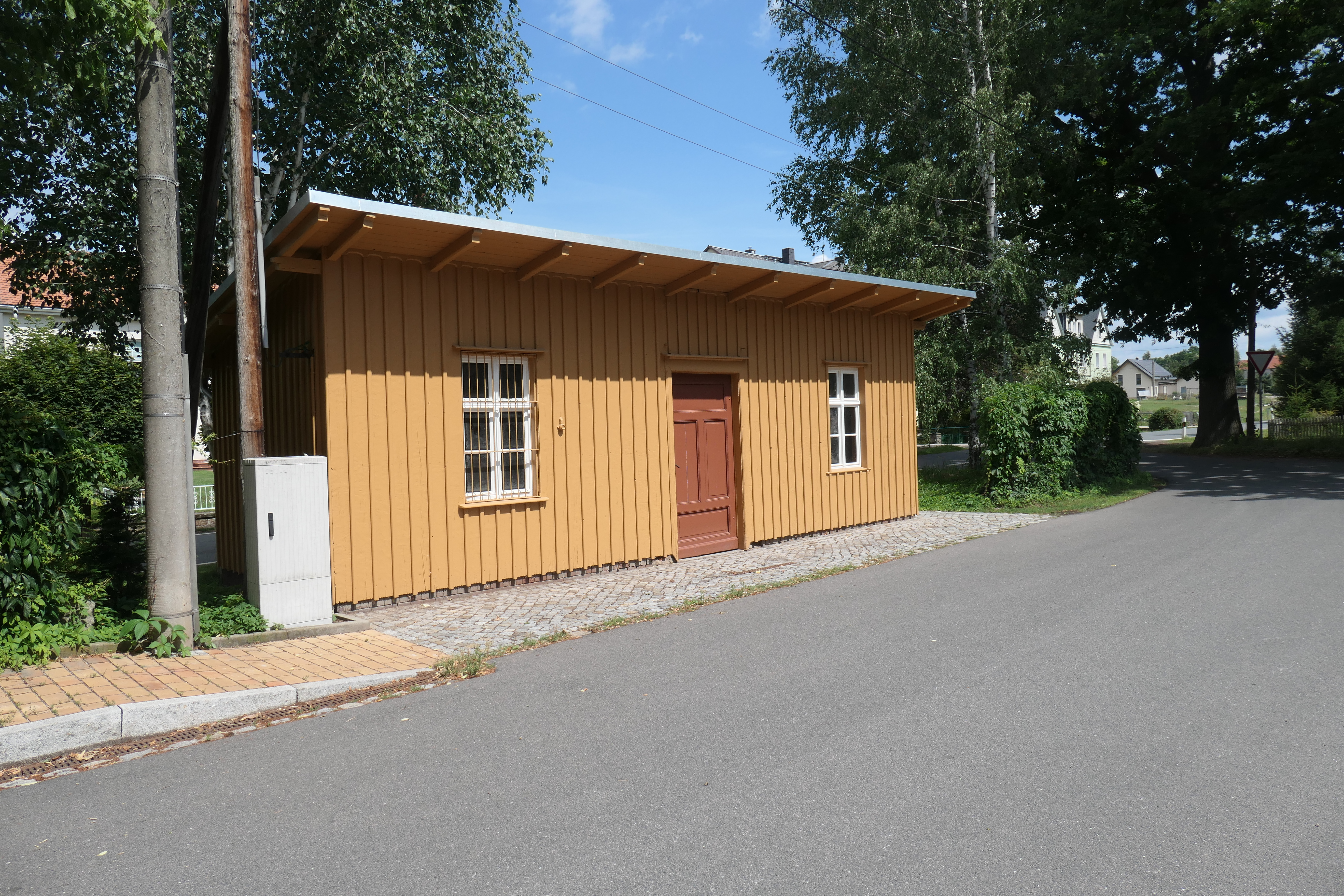
Haltepunkt Helbigsdorf (b Wilsdruff) (2023)

Der Haltepunkt Helbigsdorf (b Wilsdruff) wurde am 1. Februar 1899 als Haltestelle eröffnet und 1905 zum Bahnhof gewidmet. Am 1. Oktober 1969 erfolgte die Herabstufung zum Haltepunkt. Die Station trug folgende Namen:
- bis 1911: Helbigsdorf bei Wilsdruff
- bis 1933: Helbigsdorf b Wilsdruff
- seit 1933: Helbigsdorf (b Wilsdruff)

Die Station besaß eine hölzerne Wartehalle mit Abort, ein Wohnhaus und einen Wagenkasten, welche bis auf letzteren alle noch vorhanden sind. Am 28. Mai 1972 ging der Haltepunkt Helbigsdorf (b Wilsdruff) außer Betrieb. Die Station befand sich im westlichen Teil von Helbigsdorf an der „Talstraße“. Dort befindet sich heute eine Bushaltestelle, die den Namen „Helbigsdorf Alter Bahnhof“ trägt.
Herzogswalde ⊙
Der Haltepunkt Herzogswalde wurde am 1. Februar 1899 als Haltestelle eröffnet und 1905 zum Bahnhof gewidmet. 1933 erfolgte die Herabstufung zur Haltestelle, später war die Station nur noch ein Haltepunkt. Die Station besaß eine hölzerne Wartehalle mit Abort und einen Wagenkasten, welche alle nicht mehr vorhanden sind. Am 28. Mai 1972 ging der Haltepunkt Herzogswalde außer Betrieb. Danach diente das Areal einige Zeit als Kohlenlagerplatz. Die Station befand sich etwas abgelegen westlich von Herzogswalde im Tal der Triebisch an der heutigen Bundesstraße 173.
Mohorn ⊙

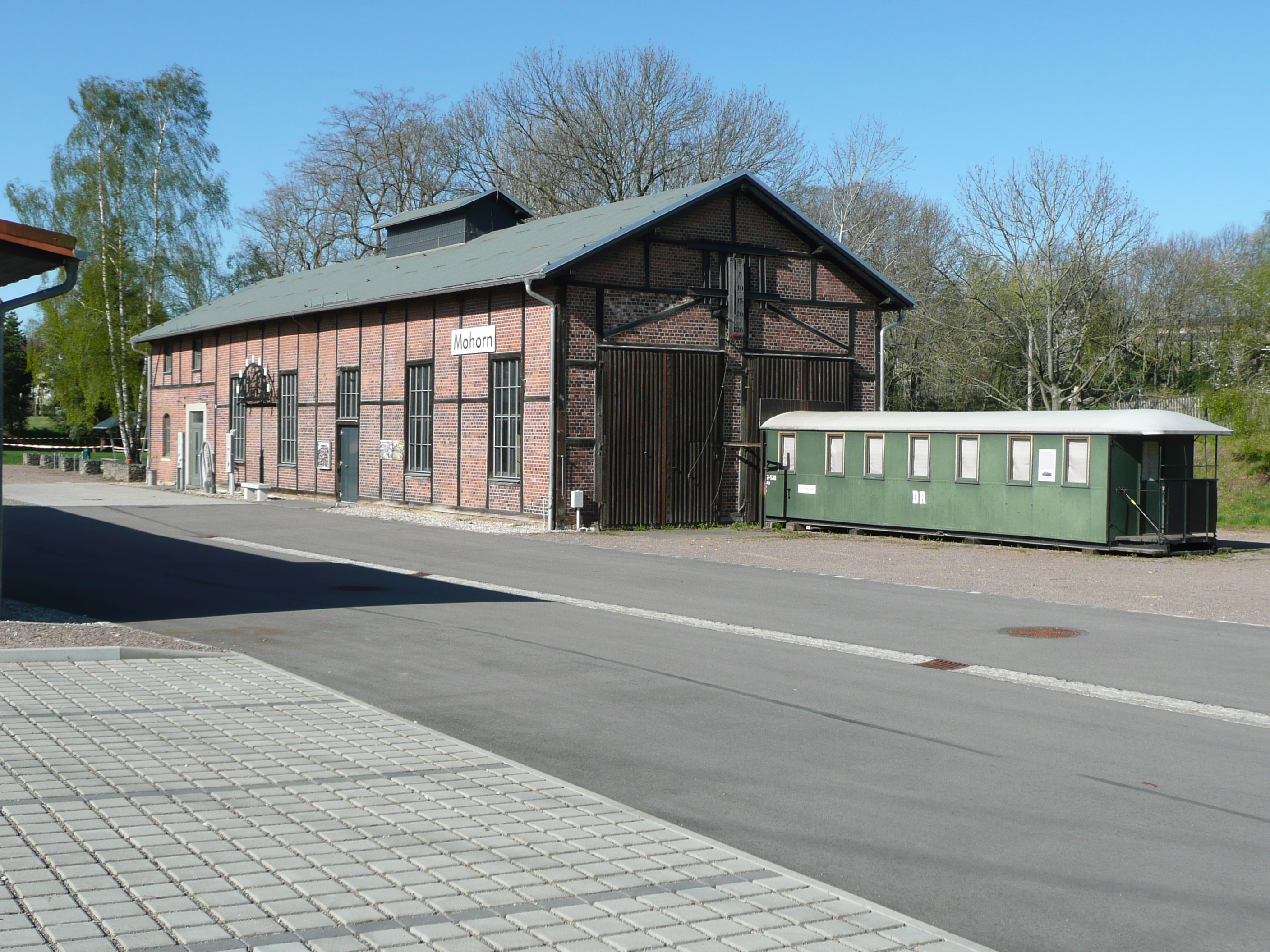
Lokschuppen im Bahnhof Mohorn (2015)

Bahnhof Mohorn wurde am 1. Februar 1899 als Haltestelle eröffnet und 1905 zum Bahnhof gewidmet. Neben dem Empfangsgebäude besaß er Güterschuppen, Lokschuppen und ein Wohnhaus, die bis heute erhalten sind. In den 1950er Jahren wurde die Station Mohorn neben Wilsdruff eine von zwei Zugleitbahnhöfen.
Am 1. Februar 1972 wurde der Güterverkehr in Richtung Freital-Potschappel eingestellt. Am 28. Mai 1972 ging der Bahnhof Mohorn außer Betrieb. Die Station befand sich im Zentrum des Orts. Neben dem Empfangsgebäude entstanden zwei Reihenhäuser. Der Lokschuppen wird von einem Modellbahnverein und einer Firma genutzt.
Oberdittmannsdorf ⊙

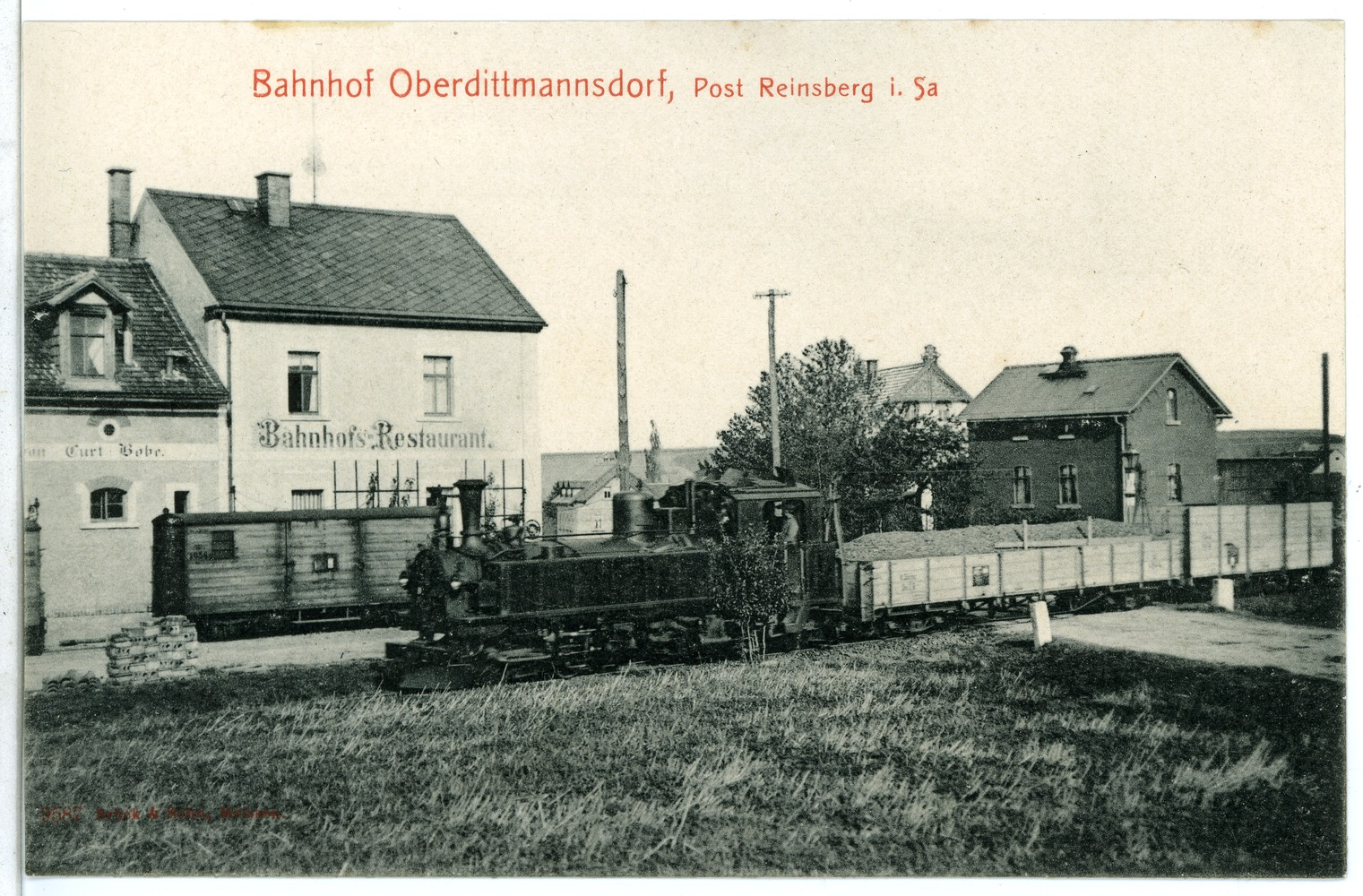
Bahnhof Oberdittmannsdorf (1908)

Der Bahnhof Oberdittmannsdorf wurde am 1. Februar 1899 als Haltestelle an der Schmalspurbahn Freital-Potschappel–Nossen eröffnet und 1905 zum Bahnhof gewidmet. Zur Eröffnung hatte die Station zwei Kreuzungsgleise. Nach Fertigstellung der Schmalspurbahn Klingenberg-Colmnitz–Oberdittmannsdorf im Jahr 1923 wurde die Station um drei weitere Gleise vergrößert und wurde nun Kreuzungs- und Abzweigebahnhof. Außerdem hatte sie Anschluss zu der hier ansässigen Getreidemühle und einer Baustoffversorgung. Die Station besaß eine hölzerne Wartehalle mit Abort, die 1995 abgerissen wurden. Am 26. September 1971 wurde der Schienenverkehr nach Klingenberg-Colmnitz eingestellt. Am 1. Oktober 1972 ging der Bahnhof Oberdittmannsdorf außer Betrieb.
Niederdittmannsdorf ⊙
Der Haltepunkt Niederdittmannsdorf wurde am 1. Februar 1899 als Haltestelle eröffnet und 1905 zum Bahnhof gewidmet. 1933 erfolgte die Herabstufung zur Haltestelle und später zum Haltepunkt. Die Station besaß eine Wartehalle mit Abort, einen Wagenkasten und einen Güterschuppen. Am 28. Mai 1972 ging der Haltepunkt Niederdittmannsdorf außer Betrieb. Neben dem Wagenkasten und dem Güterschuppen befinden sich am Standort am ehemaligen Bahnübergang „Freiberger Straße“ in Niederdittmannsdorf noch das Gebäude des ehemaligen Bahnhofsrestaurants und die Ladestraße. Das Gelände der Station wird seit der Stilllegung als Lagerplatz genutzt.
Oberreinsberg ⊙
Der Haltepunkt Oberreinsberg wurde am 1. Februar 1899 eröffnet. Die Station besaß eine Wartehalle, die nicht mehr vorhanden ist. Zwischen dem 1. Februar 1924 und dem 5. Mai 1925 war die Station geschlossen. Am 28. Mai 1972 ging der Haltepunkt Oberreinsberg endgültig außer Betrieb. Heute befindet sich am Standort im Ostteil von Reinsberg an der „Talstraße“ eine Bushaltestelle. In der Nähe befindet sich ein Automobilservice und eine Tankstelle, bei denen bis Ende September 2023 noch Gleisreste vorhanden waren.
Niederreinsberg ⊙
Der Haltepunkt Niederreinsberg wurde am 1. Februar 1899 als Haltestelle eröffnet und 1905 zum Bahnhof gewidmet. 1933 erfolgte die Herabstufung zur Haltestelle und später zum Haltepunkt. Die Station besaß eine Wartehalle mit Abort, einen Wagenkasten, ein Wohnhaus und eine Laderampe. Am 28. Mai 1972 ging der Haltepunkt Niederreinsberg außer Betrieb. Nach dem Abriss aller Hochbauten erinnert nur noch die Laderampe an der „Talstraße“ am westlichen Ortsausgang an die Station. Sie befand sich in der Nähe der Mündung des Dittmannsdorfer Bachs in die Bobritzsch.
Obergruna–Bieberstein ⊙

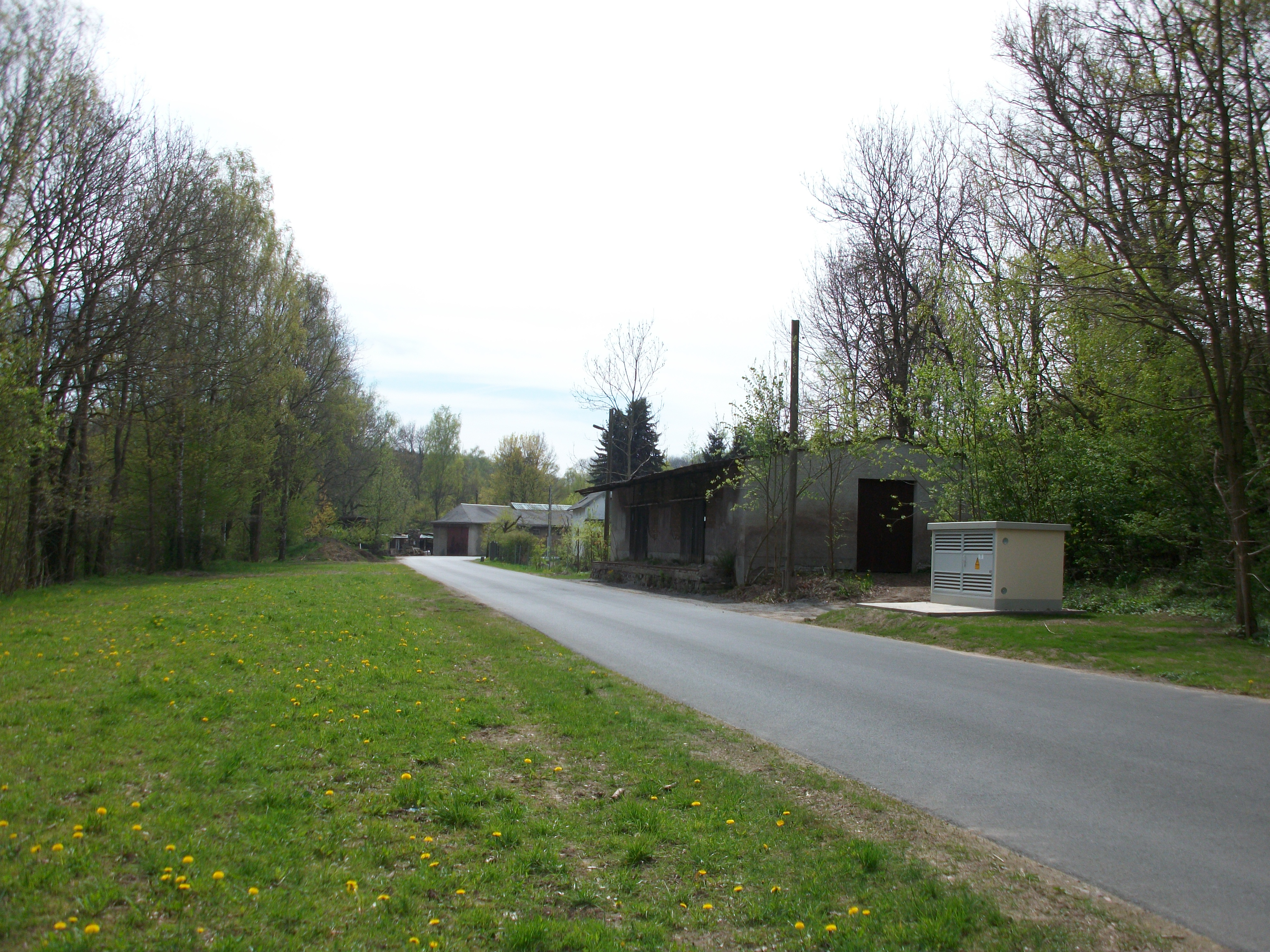
Bahnhof Obergruna–Bieberstein (2017)

Der Bahnhof Obergruna–Bieberstein wurde am 1. Februar 1899 als Haltestelle eröffnet und 1905 zum Bahnhof gewidmet. Neben einer Wartehalle mit Abort besaß die Station einen Wagenkasten, ein Wohnhaus, eine Laderampe und einen Güterschuppen. Mit der Einstellung des Personenverkehrs auf der Gesamtstrecke wurde die Station am 28. Mai 1972 zum Güterbahnhof. Die Güterzüge verkehrten zu dieser Zeit nur noch zwischen Nossen und Oberdittmannsdorf, ab Ende September 1972 nur noch bis Obergruna–Bieberstein.
Am 1. April 1973 ging der nunmehrige Güterbahnhof Obergruna–Bieberstein außer Betrieb. Die Station befand sich direkt am westlichen Ende der heute noch vorhandenen Brücke über die Freiberger Mulde. Südlich des Bahnhofs mündet die Bobritzsch in die Freiberger Mulde. Die namensgebenden Orte liegen ungefähr 2 Kilometer südwestlich bzw. südlich des Bahnhofs. Die Wartehalle der Station wurde 1984 abgerissen, später folgte der Wagenkasten. Heute existieren auf dem Areal noch der Güterschuppen und das Wohnhaus.
Siebenlehn ⊙
Der Haltepunkt Siebenlehn wurde am 1. Februar 1899 als Haltestelle eröffnet und 1905 zum Bahnhof geweiht. Später erfolgte die Herabstufung zum Haltepunkt. Die Station besaß ein Wohnhaus, einen Wagenkasten, eine Laderampe und einen Abort.
Mit der Einstellung des Personenverkehrs auf der Gesamtstrecke am 28. Mai 1972 wurde die Station nur noch im Güterverkehr bedient. Seit dem 31. März 1973 war Siebenlehn Endpunkt der Strecke aus Richtung Nossen, der Güterverkehr zu der Station musste bis zur Fertigstellung der Straßenzufahrt des nahe gelegenen Faserplattenwerks noch aufrechterhalten werden. Am 4. Dezember 1973 ging der Haltepunkt Siebenlehn außer Betrieb. Auf dem Gelände östlich des Orts im Tal der Freiberger Mulde befindet sich heute eine Kläranlage. Die Hochbauten wurden alle abgerissen. Direkt nördlich der Station befindet sich die Autobahnbrücke der A4.
Nossen Hp ⊙
Der Haltepunkt Nossen wurde am 1. Februar 1899 eröffnet. Er besaß eine Wartehalle mit Abort, welche heute nicht mehr erhalten sind. Mit der Einstellung des Personenverkehrs auf der Gesamtstrecke am 28. Mai 1972 wurde die Station geschlossen. Der Haltepunkt befand sich im Osten der Stadt Nossen zwischen der Freiberger Mulde im Osten und Süden und der „Dresdner Straße“ (Bundesstraße 101) im Norden. Heute erinnert nur noch die Bushaltestelle „Nossen Bahnübergang“ an der „Dresdner Straße“ an die Station.
Nossen ⊙

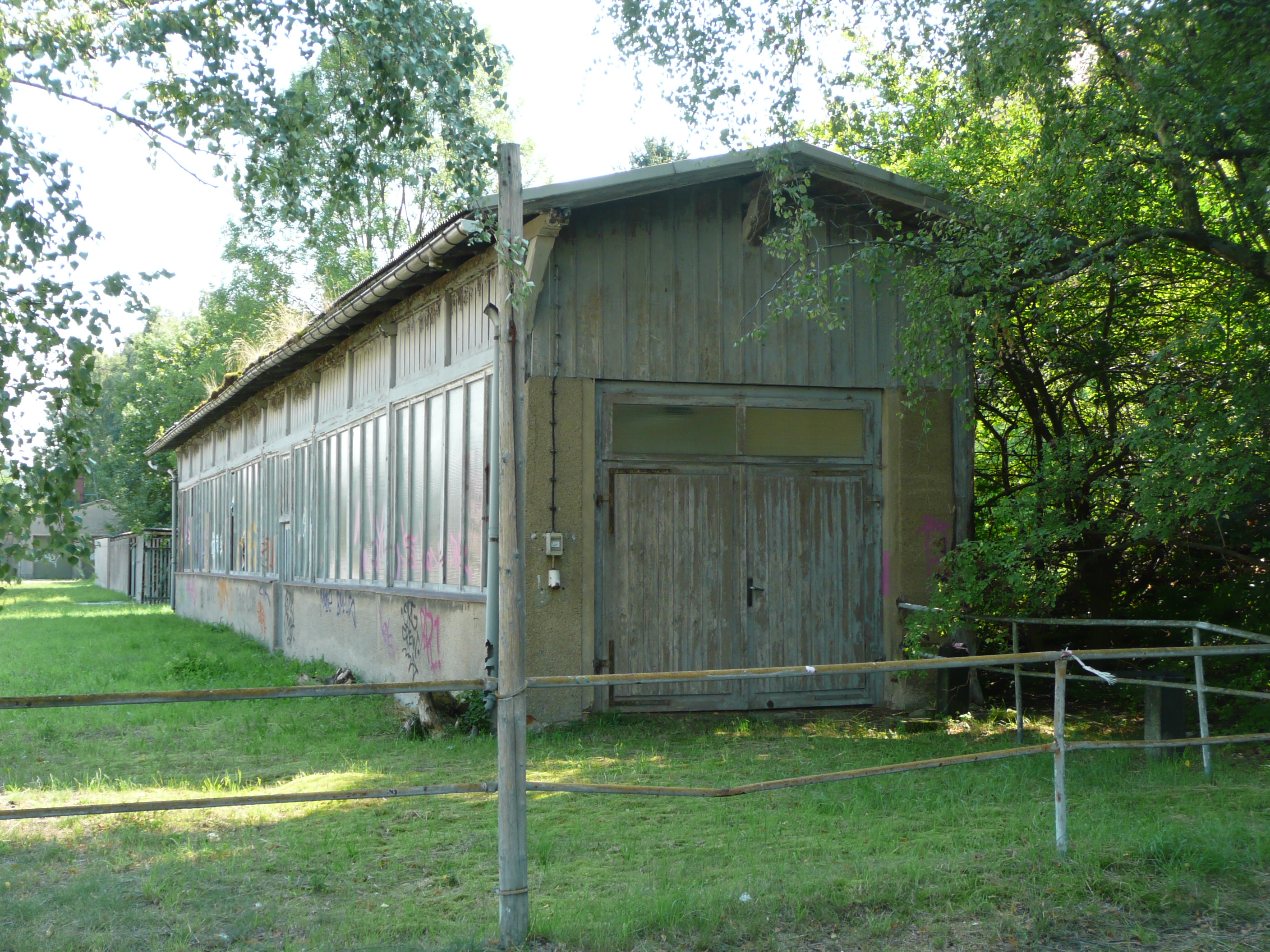
Frühere Überdachung des Schmalspurbahnsteiges im Bahnhof Nossen (2015)

Der Bahnhof Nossen wurde durch die Leipzig-Dresdner Eisenbahn-Compagnie am 25. Oktober 1868 als Teil der Bahnstrecke Borsdorf–Coswig eröffnet. Mit dem Bau der Strecken nach Freiberg (1873) und Riesa (1877/1880) wurde er zu einem bedeutenden regionalen Eisenbahnknoten mit großem Bahnbetriebswerk, das bis in die 1990er Jahre bestand. Mit der Eröffnung des Abschnitts Wilsdruff–Nossen der Schmalspurbahn Freital-Potschappel–Nossen wurde die Station am 1. Februar 1899 Spurwechselbahnhof. Der letzte Abschnitt der Schmalspurbahn ging am 4. Dezember 1973 außer Betrieb.

## Fahrzeugeinsatz

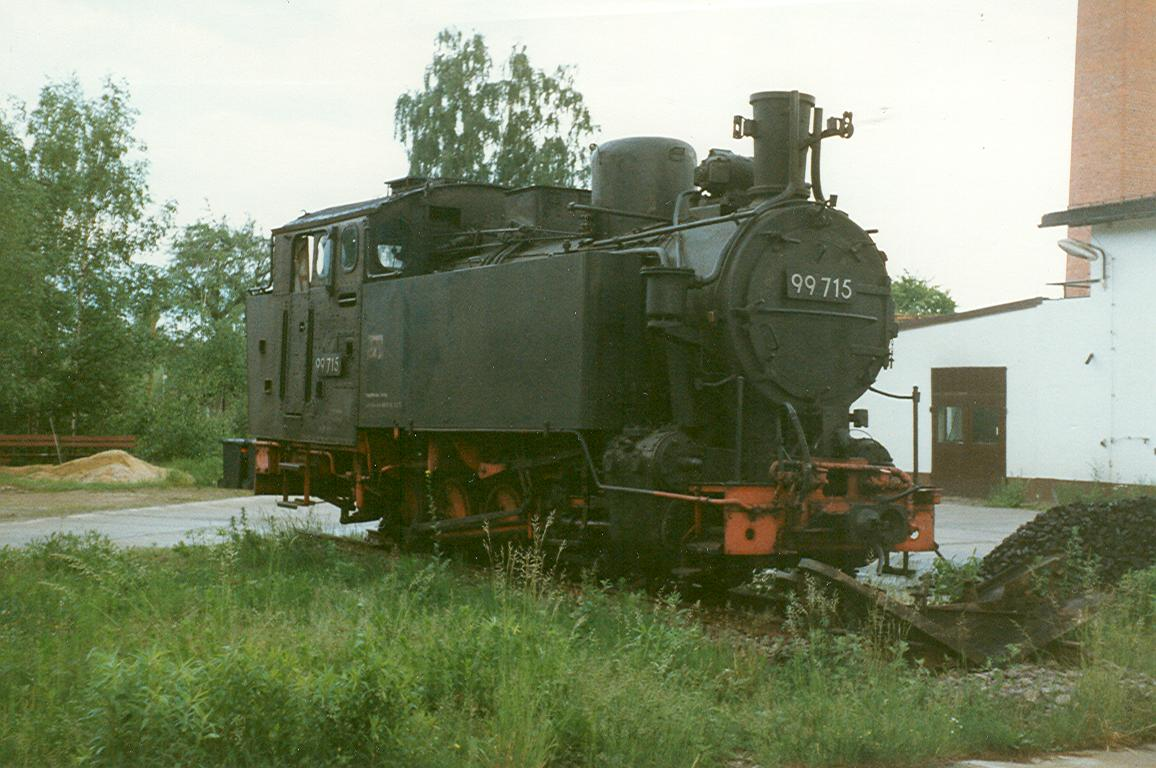
99 715 abgestellt in Wilsdruff (1993)

Die eingesetzten Fahrzeuge entsprachen den allgemeinen sächsischen Bau- und Beschaffungsvorschriften für die Schmalspurbahnen und konnten daher freizügig mit Fahrzeugen anderer sächsischer Schmalspurstrecken getauscht werden.
In den Anfangsjahren kamen zunächst die dreifach gekuppelten I-K-Lokomotiven auf der Strecke zum Einsatz. Später wurde der Zugverkehr von der sächsischen Gattung IV K (Baureihe 99.51–60) bewältigt. Ab den 1920er Jahren kam die leistungsstarke, fünffachgekuppelte Gattung VI K (Baureihe 99.65–71) zum Einsatz, die bis zur endgültigen Betriebseinstellung 1973 den Gesamtverkehr bewältigten. Ersatzweise sind zu Zeiten der Nichtverfügbarkeit dieser Lokomotiven (Probleme nach der Rekonstruktion) in den 1960er Jahren auch Lokomotiven der Reihen 99.73-76 und 99.77–79, bevorzugt auf dem Abschnitt Freital-Potschappel – Wilsdruff, eingesetzt worden.
Der Güterverkehr wurde anfangs mit Schmalspurgüterwagen abgewickelt. Ab 1910 wurde ergänzend der Rollfahrzeugverkehr eingeführt, sodass normalspurige Wagen auf die Schmalspur übergehen konnten.